# GITO
GITO is een afkorting die staat voor Gemeentelijk Instituut voor Technisch Onderwijs. Dit onderwijs wordt ingericht door de steden en gemeenten in Vlaanderen. De overkoepelende organisatie is het OVSG.
Er zijn vele GITO's in Vlaanderen, waaronder enkele:
- GITO Gent
- GITO Merelbeke
- GITO Overijse
- GITO Tervuren
- GITO Nijlen